# 오창초등학교
오창초등학교는 대한민국 충청북도 청주시 청원구 오창읍 장대리에 있는 공립 초등학교다.

## 학교 연혁
- 1920년 4월 13일 오창공립보통학교 개교
- 1938년 4월 1일 오창공립심상소학교로 개칭
- 1941년 4월 1일 오창공립국민학교로 개칭
- 1971년 12월 28일 본관 2층 및 현관 신축
- 1980년 3월 15일 병설유치원 개원(1학급)
- 1988년 6월 17일 강당 준공
- 1996년 3월 1일 오창초등학교로 학교 명칭 개칭
- 1999년 9월 1일 가좌분교장, 유리분교장 본교로 편입
- 2005년 5월 19일 본관 교사 증·개축 준공
- 2008년 3월 1일 가좌분교장, 유리분교장 본교로 통합
- 2021. 02. 19.	제100회 졸업식 28명(총 11,440명)
- 2021. 03. 01.	2021학년도 12(특수학급1포함)학급 편제
- 2022. 01. 11.	제101회 졸업식 34명(총 11,474명)
- 2022. 03. 01.	2022학년도 13(특수학급1포함)학급 편제
- 2023. 01. 12.	제102회 졸업식 28명(총 11,502명)
- 2023. 03. 01.	2023학년도 13(특수학급1포함)학급 편제
- 2023. 03. 01.	제31대 유미 학교장 취임
- 2024. 01. 08.	제103회 졸업식 28명(총 11,532명)
- 2024. 03. 01.	2024학년도 13(특수학급1포함)학급 편제

## 학교 상징
- 교화 - 국화 : 늦가을 무서리에도 향기를 잃지 않는 국화처럼 끊임없는 인내와 노력으로 꿈을 가꾸어가는 오창 어린이를 상징
- 교목 - 은행나무 : 1000년의 긴 세월을 살며 위엄있는 모습으로 자리를 지키는 은행나무의 씩씩한 기상을 지닌 오창 어린이를 상징
- 교조 - 까치 : 예부터 우리 주변을 벗어나지 않고 살아온 친근한 까치처럼 서로 도와주며 더불어 살아가는 오창 어린이를 상징

## 참고 자료
- 오창초등학교 - 한국교육학술정보원 학교알리미